# 安德烈亚·南尼尼
安德烈亚·南尼尼（義大利語：Andrea Nannini，1944年12月12日—2021年3月1日），意大利前男子排球运动员。他曾代表意大利参加1976年夏季奥林匹克运动会排球比赛，结果获得第八名。